# دلتا دلفین
دلتا دلفین یک ستاره است که در صورت فلکی دلفین قرار دارد.